# ヴィシュヴァーミトラ

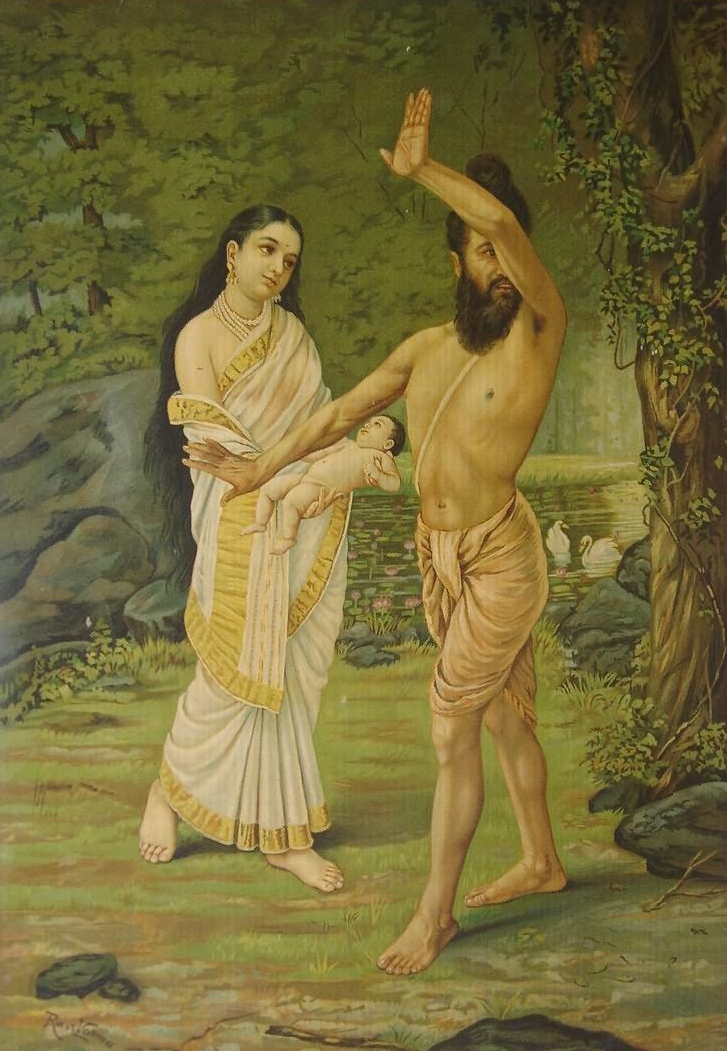
シャクンタラーの誕生、ヴィシュヴァーミトラは子供を拒絶した。

ヴィシュヴァーミトラ（サンスクリット語 विश्वामित्र Viśvāmitra）は、インド神話に登場する聖者（リシ）である。ヴェーダ詩人の1人で、『リグ・ヴェーダ』第3巻はヴィシュヴァーミトラの作と伝えられる。
もともとはクシャトリヤの出身で、カニヤクブジャの王ガーディの子として生まれた。しかし聖仙ヴァシシュタと戦って敗北し、武人の無力さを嘆いて聖仙となることを志し、苦行の末にバラモンになったとされる。叙事詩『マハーバーラタ』、『ラーマーヤナ』にはヴィシュヴァーミトラとヴァシシュタが反目し続けたことが述べられているが、この物語はクシャトリヤとバラモンの対立を物語るとともに、バラモンのクシャトリヤに対する優位性を説くものであるとされる。
なお、カーリダーサの劇で有名な女性シャクンタラーはヴィシュヴァーミトラの娘であるという。